# 2. hegedűverseny (Bartók)

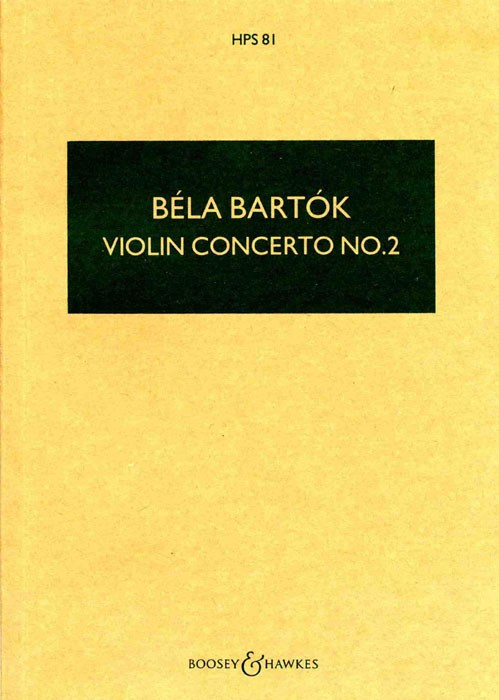
A II., h-moll hegedűverseny kottaanyagának borítója a Boosey & Hawkes kiadásában

Bartók Béla a II. hegedűversenyét  (Sz. 112, BB 117) – amely 1937 augusztusa és 1938. december 31. között készült – tartotta egyetlen hegedűversenyének. Amit ma I. hegedűversenyként ismerünk, az egy korai, kéttételes mű, melyet csak halála után adtak közre. Egyes kutatók szerint a mű a variációs művészet szinte felülmúlhatatlan csúcsteljesítménye.
A versenymű, amely a klasszikus háromtételes, gyors-lassú-gyors felépítést követi, híven őrzi Bartók művészetének valamennyi jellegzetes vonását, köztük a szerkesztés szigorú következetességét és a dallamalkotás összetéveszthetetlenül egyedi technikáját. Bartók dallamai megtartják a népzene egyszerű fordulatait, mégis végtelenül érzékenyek, választékosak és kifejezőek.
A versenymű két szélső tétele szoros kapcsolatban áll egymással. A II. hegedűverseny valójában egyetlen, megbonthatatlan tartalmi egységbe foglalt variációs mű, ahol a nyitótétel páros ütemmutatója a fináléban páratlan ütemmé változik, a bevezető tétel hagyományos szonátaformája a befejezésnél táncos forgataggá, rondó szonátaformává alakul. Zenei anyagukat egységbe foglalja a dallam-, a harmóniavilág és a formai megoldások rokonsága. A hegedű, mint dallamvivő hangszer különösen a variációs második tételben jut méltó szerephez. A műben sok a verbunkos elem, ami egyébként Bartók e korszakának egyik jellegzetessége.
A mű hangszerelése a hegedűversenyek között egyedülállóan virtuóz és rendkívül igényes. A hangszín-effektusok és a sok különleges, kevert hangzás miatt a darab kemény próbaköve nemcsak a hegedűsöknek, hanem a zenekaroknak és a karmestereknek is. Idézhetnénk a sul ponticello színek fölött vibráló cseleszta-hárfa hangzatokat az első tételből, a második tétel (és az egész mű) kivételes timpanihasználatát, az utolsó tétel gomolygásait és rézfúvósait, a zsebkéssel megpöccintett cintányér sistergését. Mindez azonban nem öncélú hangszerelési bravúrok sorozata, hanem ha Bartók szerzői elképzelései megvalósulnak, akkor maga a hangzás is a mű kifejezésének részévé válik.
A mű időtartama kb. 35 perc.

## Keletkezéstörténet
Bartók ezt a művet Székely Zoltán, hegedűs barátja 1936. augusztus 10-én kelt levelében megfogalmazott felkérésére írta, és bőséges teret adott virtuozitásának csillogtatására. Manapság az egyik legnehezebb hegedűversenyként tartják számon.
Az a dallam, amelyet a második tétel főtémájaként ismerünk, akkor már megvolt, hiszen a Zene húros hangszerekre, ütőkre és cselesztára írása közben is a fejében volt egy variációs darab (egyik levelében említi is kiadójának, hogy tervei között szerepel egy zenekarra írt variációs darab). Ezért Székely Zoltánnak elsőként egy variációs darabot ajánlott, Székely viszont kifejezetten klasszikus felépítésű, háromtételes hegedűversenyt szeretett volna, és Bartók teljesítette a kérését.
Bartók először a lassú tétel témáját jegyezte le még 1936 júliusa előtt, vagy talán még korábban, míg az 1. tétel első és második (dodekafon) témája már nagy valószínűséggel 1937-ben keletkezett, megelőzve a többi témát és melléktémát.
1938. szeptember 14-én fejezte be a koncert 3. tételét, tréfásan meg is jegyezte a zárótételre vonatkozóan: „…tulajdonképpen szabad variációja az 1.-nek (úgyhogy sikerült kifognom rajtad, mégis variációkat írtam)…”.
A művet 1938. december 31-én fejezte be Bartók, ezzel teljesítette Székelynek tett ígéretét.
A premierre 1939. március 23-án, Amszterdamban került sor. A szólót a felkérő Székely Zoltán játszotta, a karmesteri pulpitusról Willem Mengelberg dirigálta a Concertgebouw zenekarát. Egyéb elfoglaltsága miatt Bartók nem vett részt a bemutatón, a hegedűversenyt így 1943-ban, New Yorkban hallotta először. A magyar közönség Szervánszky Péter előadásában ismerte meg a művet; a magyarországi bemutatóra 1944. január 5-én került sor Budapesten, a Ferencsik János vezényelte Székesfővárosi Zenekar közreműködésével.

## Tételek
Zala vármegyéből, Resznekről való népdal, a Vikár Béla által fonográffal gyűjtött, de csak a Bartók Béla által lejegyzett „Két szál pünkösdrózsa…” adja a lelkét annak az öt variációnak, amelyek a versenymű tartalmi keretét adják:
- Az első…
- …és a harmadik tétel főtémáját és zárótémáját,
- illetve a lassú tétel főtémáját.

Az öt téma lényegében a népdal különféle karakterek, hangulatok közötti elváltoztatása.
A népdalt egyébként a 44 duó két hegedűre 37. számaként, „Prelúdium és kánon” címmel feldolgozta, ennek vizsgálata elengedhetetlen a hegedűverseny tanulmányozásakor, mivel itt igen jól megfigyelhető az a jelenség (ami a hegedűversenyt végig jelentősen befolyásolja), hogy a dallam iránya meghatározza a hangulatot.
Itt érdemes megemlíteni azokat a sorokat, amelyeket Bartók Béla kicsit tréfásan Kosztolányi Dezsőnek a Pesti Hírlap 1925. május 31-i számához nyilatkozott: „Ha egy mély hangot leírok, aztán egy magasabbat, az már emelkedés, ha egy magas hangot megütök, aztán egy mélyebbet, az már süllyedés: az egyik okvetlenül a vidámság, a másik csüggedés…” Ezen sorok a duó mellett primer forrásként szolgálhatnak a koncert megértéséhez.
Lendvai Ernő szerint „A kézirat alapján arra következtethetünk, hogy Bartók a tematikailag összefüggő I. és III. tétel együttes mértékét kereken ezer ütemre tervezte (az aranymetszés szabályának megfelelően 382 és 618 taktusra), s csak a Székely Zoltán által javasolt kiigazítások után lett belőle 1003, illetve 1009 ütem”.
A fentieket támaszthatja alá, hogy Bartók kétféle befejezést írt a műhöz. Általában a Székely kérésére írt, hatásosabb változatot játsszák az előadók, és nem azt, amelyiknél szólóhangszer nélkül, zenekari tuttival zárul a koncert. Pedig ez a befejezés rendkívül frappánsan és logikusan zárja a különben is igen erőteljesen szimfonikus fogantatású versenyművet. (Ezzel kapcsolatban érdemes meghallgatni a Hungaroton 2010-es felvételét, ahol mindkét fináléval meghallgatható a koncert.)

### 1. Allegro non troppo
Az első tétel a klasszikus szonátaforma felépítését követi.
Amikor Bartók 1937 szeptemberében a koncert hegedűstimmjének első két oldalát átadta Székelynek, még „Tempo di Verbunkos” jelzés szerepelt az első tétel elején. Később a szerző ezt Allegro non troppo-ra változtatta. A változás oka valószínűleg a Kontrasztok „Verbunkos” címet kapott 1. tétele lehetett, de valószínűbb, hogy Bartók ezzel a változtatással a nemzetközileg elfogadott tempójelzéseket igénylő Boosey & Hawkes szempontjait vette figyelembe.

#### Főtéma
A főtéma első négy üteme nem más, mint a lejegyzett népdal, a bizonyos „Két szál pünkösdrózsa… nyomán készült variáció. Valójában az ősi pentatónia jellegzetes kvartlépéseit és egy kvázi verbunkos köntöst használt a variáció megalkotásakor.

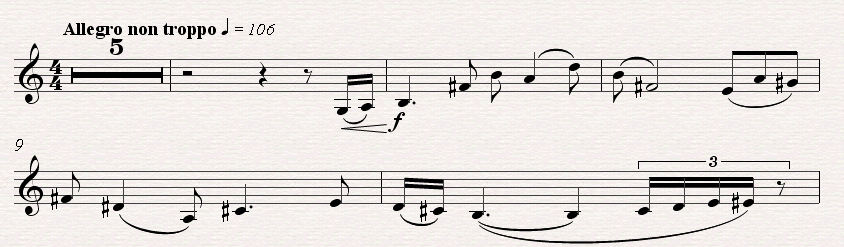
Az első tétel főtémája

A kezdő két hang Székely Zoltán utólagos kérésére került oda, egyfajta hangulati támaszként. A felütés amúgy jól illeszkedik a ,lá-ré dó-fá re-,lá szó-,dó kvartlépésekben szélesen hullámzó pentaton főtémához.
Az új stílusú népdalaink kvintváltó jellegét hordozza magán az első négy ütem variációja, ami a főtéma folytatása és a teljes 12 fokú, ún. verbunkos moll hangrendszert bejárja. A főtéma első négy üteme (a felütést nem számítva) a verbunkos dallamgerinc (‘fá mi re dó ti lá szi fi ,mi ,re) hangulati keretébe helyezi a népdalt, amely a 'há-fisz é-,há dallamkeretben helyezkedik el.
Érdemes még közelebbről megvizsgálni a főtéma első ütemének ritmikáját, amire ez a variáció épül. Régi, lassú és gyors magyar táncokban egyaránt gyakran találkozhatunk ezzel a nyújtott, éles és szinkópás ritmusú, egy tőről fakadó, azonos lüktetésbe illeszkedő, úgymond „lovasnépi” ritmikával.
A 115. ütemben (ez már a kidolgozás szakasza) jelenik meg újra a főtéma, egy variáns formájában. Ez is kvartlépésekben mozog, belső kiegyensúlyozottságot, szimmetriát sugárzó ritmikája van. A 3. tétel zárómotívuma is megjelenik benne (a kottát lásd lejjebb, a harmadik tétel végén). A 141. ütemtől a Molto tranquillo szakasz veszi kezdetét, ami szintén egy főtéma variáció, ahol a verbunkosra emlékeztető trillákat és triolákat alkalmazott Bartók.
A 160. ütemet – amelyben egy sebes tizenhatod-futam található a szólóhegedűnél – egy szinkópás válasz, majd a főtéma újbóli felidézése követi.
A 194. ütemben a főtéma első két ütemének szabályos tükörfordításával találkozunk.

#### Első melléktéma
A két melléktéma Dankó Pista dalain alapszik. Az első, Risoluto jelzésű melléktéma, amely először az 56. ütemben bukkan fel a főtéma alakváltozását (51. ütem) követően, a „Most van a nap lemenőbe, Kimegyek a temetőbe” nóta felhasználásával készült; tulajdonképpen a dal 12 hangból álló hangrendszerbe való átültetése.

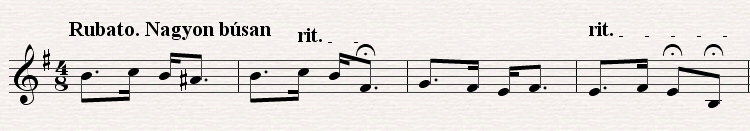
Az idézett népdal kezdő taktusai

Az első melléktéma – a korábbi főtémaváltozathoz hasonlóan – ritardandóval, diminuendóval végződik.
A 248. ütemtől a téma fordítását hallhatjuk. A kettősfogásban megszólaló figuráció felső szólama az 56. ütemben már megismert körülíró formulát hozza, az alsó pedig ellenkező irányú tükörképét.
Ennek a variációnak a fájdalmasabb változata a tétel kódájában (308–309. ütem), illetve a harmadik tétel 87. ütemében jelenik meg. A verbunkosokban általában melodikus díszítőelemként előforduló, dallamkörülíró mozgás itt ritmikus szerepkörben, nyugtalanító, sürgető effektusként jelenik meg.
Az itt található sürgető ritmika később önálló hangulati effektusként is megjelenik a versenymű folyamán, és ilyenkor általában erőteljes akcentussal is indul.

#### Második téma
A másik, szinte a főtémával egyenrangú dodekafon téma a „Cserebogár, sárga cserebogár” című, a 18. század végéről való verbunkos dal variációja; később a 3. tétel során is felbukkan.

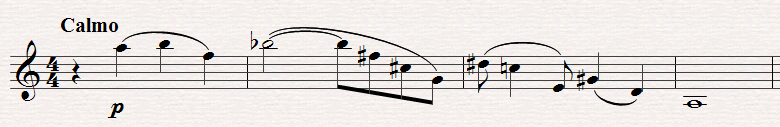
A második téma kezdő hangjai

Nem túl kedvező, mondhatni baljós események képét jelzi Bartók, a 2. téma Cserebogáron alapuló dallamsorainak nyugvópontjait disszonáns trillákkal torzítja el, ráadásul a 87–88. ütemben a „Most van a nap lemenőben…” dallamtöredéket felzaklatott, dupla pontozású ritmikával jeleníti meg.
A „vicc” az egészben az, hogy miközben a téma megfelel a schönbergi szabályoknak, ez tulajdonképpen egy, egyébként Lavotta János által is gyakran játszott Cserebogár-nóta kilenchangú hangkészletén közvetítőhangok segítségével (csak a ri, szó és tá-hangok hiányoznak) végigringatózó dallam.
Idézzük Rakos Miklós tanulmányát: „Kicsit tréfásan, de félig komolyan úgy is mondhatnánk: Schönberg 12 fokúságával »dacolva«, Bartók […] amúgy »úri dölyffel megállva, mosolyogva« (Ady: Búcsú Siker-asszonytól, 1906) veti oda kincsei közül ezt a 2. témát, amely „mellesleg” megfelel a schönbergi 12 fokúság szabályainak is…”
Mindez azért jöhetett létre, mert a dodekafon sorok mögött olyan dallami inspiráció rejlik, ami tonális irányt szab a témának. Rakos Miklós szerint „A dallamforrás »rejtegetését« kedvelő Bartók szemmel láthatóan kedvét leli a 12 fokú sor-elmélet szabályait követő, trükkös dallami bújócskában. […] Elégedettséggel tölti el, hogy az általa kifejlesztett, tonális alapokon álló, »elringatózásos« (emelkedés-süllyedés) polimodális 12 hangúság képes megfelelni a dodekafon stílus elvárásainak is”.
A témának a Cserebogár-nóta első és második sorát felidéző 73–75. ütem, illetve a kvarttal feljebb megszólaló 79–81. üteme majdnem azonos sorrendben hozza ugyanannak a dallamnak a hangjait, csak a dallami szimmetria miatt alkalmaz kisebb sorrendbeli változtatást a második szekcióban (79–81.). A népi dallam harmadik sorának hangkészlete igen hasonló annak első sorához; ezért az éppen következő 85–86. ütem hangjai kis sorrendi változtatással megint megegyeznek a 73–75. ütem hangjaival, nem számolva a 73. ütem két utolsó negyedét.
A téma a tétel folyamán a 255. ütemtől rákmenetben, a 261. ütemtől tükörrák alakban, a 271. ütemtől megfordításban, a 275. ütemtől alaphelyzetben jelenik meg.
Ezen téma 3/4-es alakja a 3. tétel 129. ütemében jelenik meg.
A művet bemutató Székely így emlékezett arra a momentumra, amikor először próbálták ezt a részt: „Bartók tréfásan megkérdezte, hogy észrevettem-e. Nagy tulajdonságot nem látszott mérni a dolognak. Csak az tetszett látszólag neki, hogy ő 12-hangos zenében megmutatta, igenis lehet tonálisan írni”.
A Concertóban találkozhatunk a honvágy-dallamnál hasonló mutatvánnyal; igaz, ott csak 11 hanggal játssza el.

#### Második melléktéma
A második melléktéma (elsőként az első tétel 96. ütemében jelenik meg, egy első melléktéma jellegű rész után) az „Eltörött a hegedűm / Nem akar szólani…” verssor 1895 körüli dallamának szintén 12 hangrendszeres variációja.
A nótatöredék kezdőhangját mindig az ütem harmadik tizenhatodja, záróhangját pedig az ütem kezdő és befejező tizenhatodja idézi fel. Az 1. melléktémához hasonlóan itt is a teljes 12 fokú hangrendszerben van elrejtve a dallamtöredék. A melléktéma ötlete tulajdonképpen a dallamforrás motívumainak hátra-előre, hátra-előre ringatásából származik.
A variálgatás végül egy zenekari közjátékba torkollik. Ezt követően a 115. ütemtől kezdődik a kidolgozási rész, ami az eddig megismert témák fordításait hozza. E melléktéma legközelebb a 284. ütemben kerül elő, ezenkívül a dallam a kadenciában is felbukkan majd, valamint változtatott alakban a 3. tétel Più mosso szakaszában (219. ütem).

#### Coda
A tétel Coda-része (a 303. ütemtől kezdődik) ismét megjeleníti a témák és melléktémák dallamforrásait, majd a tétel az említett népdal akkord-variációba rejtett zárótémájával végződik.
Közvetlenül a Coda előtt, az fff-fel jelölt tremolo után található a negyedhangos elringatózás (erről a cikk végén egy részletesebb leírás található). Ezt követi a főtéma basszusklarinéton való megszólalása, amelyet a csellók halk sul ponticellós tremolója kísér.
Az 1. melléktémánál a zenekarban megtalálható vészjósló „előjelek” itt, a Coda-rész elején válnak „valósággá”.

##### Kadencia
A kadencia a 309-es ütemben indul. Először a főtéma, majd a 2. téma és a 2. melléktéma felidézése következik. A kadenciára végig jellemző a tizenkéthangúság és az erős verbunkos jelleg. Mindegyik dallam fájdalmasabb alakban jelenik meg, mint ahogy eredetileg megismertük őket.
Bartók a kadenciában a pentaton főtémára illeszti rá a magyar táncmuzsika hagyományán kiformálódott újabb táncstílus egzotikus színvilágát, hangulattípusait beringatózó 12 fokú verbunkos moll hangrendszert. A hangulati változatosságot kereső dallamvezetést a feszültségek és oldások állandó váltakozása jellemzi.
A több hullámban meginduló rögtönzés előbb az üres D-húron (d'), utána egy bővített kvarttal lejjebb (asz), majd egy kvarttal feljebb (esz') indul, egyre szenvedélyesebben, energikus, verbunkos ritmusokkal, trillákkal megtoldva. Ezek mind főtémát körülíró variációk, amelyek egy trillás figurációra érkeznek meg. Ez a nekirugaszkodás-sorozat rájátszás Felix Mendelssohn Bartholdy e-moll hegedűversenyének első tételének kadenciájára.
Végül egy kvart-lépcsősorra kis szekundokkal ráhajló tizenhatod-menettel, majd hármas akkordok sorozatával jut el a fortissimo (ff) csúcspontra, megjelenítve a 96. ütemben megismert 2. melléktéma közepes tempójú vágtára emlékeztető ritmikáját is.
A csúcspont utáni 2. ütem második felében, a gé hangról indított kvázi nótában a hegedűs kettősfogásai tétován keresgélnek a g-,d kvart-keretben, az a (ti) és asz (tá) irány között ingadozva (a kvartmozgásokban hullámzó dallami jellegzetesség hasonló, leegyszerűsített változatával találkozhatunk majd a 3. tétel zárótémájában is).
Rakos Miklós szerint: „A 2. melléktéma zaklatott ritmikáját felidéző, tizenhatodokban aprózódó motívum egy dallamot keresgél, de sorra kudarcot vall: az asz hang miatt az első poco ritartando-részben nem sikerül összerakni sem az »Eltörött a hegedűm…« töredéket, sem pedig a »Cserebogár, sárga…« motívumot. A második próbálkozást követő poco ritartando a Dankó-nóta »Nem akar szólani…« sorát, és vele együtt a Cserebogár-nóta 4. sorának második ütemét próbálja meglelni, de ez a kísérlet is kudarccal végződik”.
A csúcspont utáni 5. ütemben, amikor a dallam még az a és az asz között ingadozik, ismét megjelenik az „Eltörött a hegedűm…” motívum, hogy egy lendületes indulás után, az ütem 9., 10. és 16. tizenhatodjának előre-hátra-előre hullámoztatásában a két dallamtöredék összekapcsolódhasson, és a csúcspont utáni 6. ütemben megszólalhasson a Cserebogár-nóta 1. verssorának végén lévő úgynevezett „kuruc” kvart.
Az ütem második felében található, crescendóval még ki is emelt nekirugaszkodásba még egy, amolyan verbunkos stílusban odasodort, hangulati oda-visszaringatózás is bekerül, ami után a két összeillesztett töredék egy táncos szakaszhoz vezet át. Ez a táncos szakasz elsőként a 2. melléktéma zaklatott ritmikáját idézi, majd táncmuzsikává átalakulva vezet át a Vivacéba (364. ütem).

##### Zárótéma és befejezés (Coda második fele)

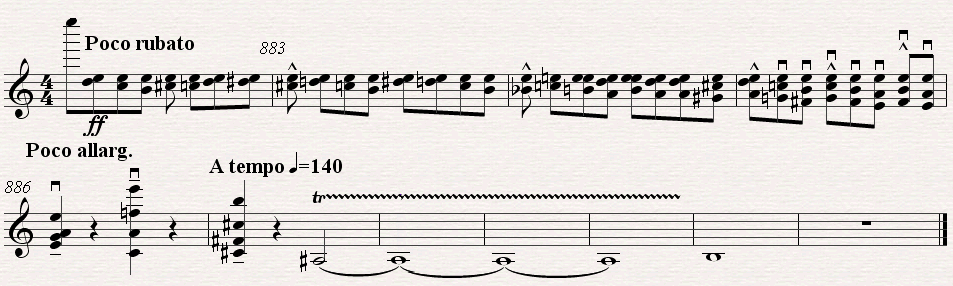
A tétel utolsó ütemei

Ezek után visszatér a darab az eredeti mederbe, hogy újra főtéma szólalhasson meg, 15–18. ütemben megjelent alakjához képest egy nagy szekunddal feljebb. Ezt a figurát egy zenekari tutti követi, amelyik a tempót lelassítja. A jókedv tetőpontján a folyamat hirtelen megszakad, és a Poco rubato szakasz siratókra rájátszó, a mozgószólamot az E-húr fémesen harsogó hangjához kíséretnek írt akkordvariáció vet véget a vidám hangulatnak, viszont pár ütemmel később a tételnek is.

### 2. Andante tranquillo
Ahogy a görög tragédiák előadásai után bekövetkező, emelkedett, megtisztult lelkiállapot elnyerésekor történni szokott, a felkavaró élményt a megnyugvás követi (itt tehát a torz után következik az ideális). A hegedűversenyben ez a lírai hangvételű dalt éneklő hegedűsben testesül meg.
A 2. tétel maga is egy variációsorozat, amely az 1. tétel főtémájához hasonlóan a „Két száll pünkösdrózsa…” népdal nyomán készült, és a magyar népzenében is előforduló dór hangsor (vezetőhang nélküli, moll jellegű hangsor) egyik szép példáját adja.
A versenymű első tételében egymással szimmetriát alkotó motívumok néha egymás mellett (115–117. ütem), néha az eredeti témában és annak fordításában (56. és 248. ütem), vagy (ez esetben egy hosszabb szakasz) a 93. és 281. ütemben kezdődő részben jelennek meg stb. Több mint valószínű, hogy ilyen dallami szimmetria-elképzelésben fogant a 2. tétel témaindításának ötlete is, amely a téma 2. ütemében elhangzó válaszmotívumban teljesedik ki.
A főtéma úgy alakulhatott ki a népdalból (ami egyébként a koncert első lejegyzett része), hogy az említett ének középső szakaszában találta meg a keresett dallamfordulatokat, amelynek hangjain felülről lefelé, majd pedig felfelé haladva össze tudta rakni a téma hangjait.
A téma első négy ütemét a 37. számú (Preludium és Kánon című, kotta feljebb) hegedűduó összehasonlítva megfigyelhető, hogy a 2. hegedű negyedik ütemének elejéről visszafelé haladva, majd az 5–6. ütemet követve kirajzolódik a témakezdet. Ha ezt az utat visszafelé is megtettük, majd a 13–15. ütem segít bennünket tovább. Ezek alapján össze lehet rakni, hogy feltehetőleg a nevezett hegedűduóból jöhetett az ötlet Bartóknak a II. hegedűverseny lassú tételéhez.
Az ominózus duó még a kvintváltó szerkezetű, tehát egymásba illeszkedő kvartkeret-láncolatban elhelyezkedő népdal hangulati elringásaiból (emelkedések-süllyedések) adódó előjegyzés-változások áttekintésére is kiváló.
1. 'fisz-cisz; h-fisz → 4#
2. 'h-fisz; e-,h → 3#
3. 'e-h; a-,e → 2#
4. 'a-e; d-,a → 1#
5. 'd-a; g-,d → -
6. 'g-d; c-,g → (1b)

stb.
A 3. tétel zárótémájában (lásd lejjebb) az 1. és 2. számú dallamkeret hiánytalanul szerepel, de a 3. is határozottan körvonalazódik benne (az első tétel kadenciájának közepén lévő, csúcspontot előkészítő szakasz tizenhatod-menete is kvartokban hullámzik, de itt a dallamkeret oktávja „beszűkül” az egymáshoz kisszekundokkal illeszkedő kvartok miatt).
Eddigi tapasztalataink nyomán tehát az eltérő hangsorok egymásra helyezésével és a hegedűduót alapul véve, a második tétel első négy ütemének dallamát összeállíthatjuk. Érdekes megfigyelni, hogy a duó 2. és 3. sorában lévő, e-d-c-b-f irányú, ereszkedő dallamvonalhoz hasonlót fedezhetünk fel a téma 3–4. ütemében is. A szakirodalom legtöbbször a téma líd indítását szokta kiemelni, pedig a népdalforrás dór jellegű.

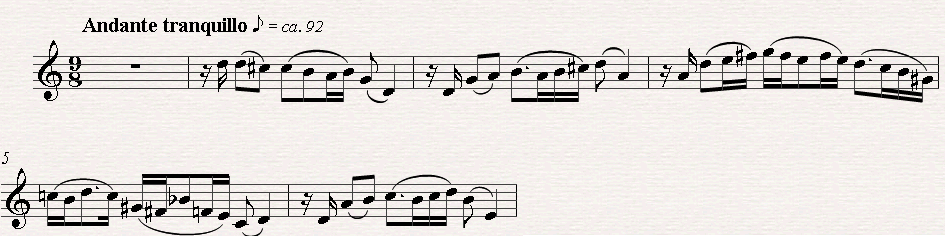
A második tétel főtémája

A kottapélda segítségével nyomon követhető, hogyan ringatózik el a népdal a 2. tétel témájában di (cisz) és fi (fisz) irányba, majd hajlik vissza e-re, illetve f-re. Ez a kettősség amúgy az első tétel zárótémájában is felbukkan már, tehát nem csupán felkavaró disszonanciákat, hanem hangulati emelkedést és süllyedést kifejező dallami hullámzást is közvetít.
Bartók ezt a témát sietve írta le, ez is azt bizonyítja, hogy az „ötlet” egy hirtelen, népdalból jött variáció volt. A 're-lá-szó-,re dallamkeret nem véletlenül utal egyértelműen népdal inspirációra; még a megkomponált levegővételek is látszanak. A téma, az utolsó két ütemben a Bartók által említett, a magyar parasztzenében gyakran előforduló 'mi-re-dó-ti-lá-szi-fi-,mi hangsorként szolmizálható hangulati irány felé ringatózik el.
A témát hat karaktervariáció követi. Az első és a második a ringatás jegyében fogant, a 3–4-et a gyász jelleg, míg az 5–6. a szertelen mulatozást és annak következményeit jeleníti meg igen kifejező hangulati eszközökkel.

#### Un poco più andante
Hajlításokkal ringatózó, bánatos hangulatú variáció, amelynek ide-oda csapongó hullámzás magán viseli a téma kettős jellegét. A népzenénkben a hajlításos, ún. „kántálós” énekstílusnak amúgy is nagy múltja van (lásd például: Szózat), a 19. század közepéig műzenénkben is megszokott volt. Hangszerelésében kiemelendő a nagybőgő-pizzicatókkal együtt mozgó timpaniszólam, amelyet már abban a korban is csak a modern, pedálos üstdobokon lehetett előadni, a hangolás villámgyors változtatásai miatt.

#### Un poco più tranquillo
A 'há-fisz é-,há dallamkeretben mozgó népdal hangulati „elringatózásának” lehetünk itt tanúi.
A variáció első három üteme a népdal hangkészletén hullámzik végig, az a, d és cisz hangokat aisz, disz és c irányba ringatva el (ezen elringatózások a 37. hegedűduó utolsó nyolc ütemében is megfigyelhetők). Az utolsó előtti ütem a „hősi”, verbunkos hangulattípust felidéző vázhangsor része, amelyik visszakapcsol az első tétel szólóbelépéséhez.

#### Più mosso
Ruvido (= durván, nyersen) hangvételű variáció, az előbbi dallamkeretre építve. Emlékeztet az 1. tételt lezáró Poco rubatóra (az ének és a szövegmondás határán, a siratóénekek hangulatát felidéző jajgatás) – tulajdonképpen annak önálló variációvá alakult változata. Jellemző a variációra a nyers kifejezésmód (lásd jelölés), kesergő hangulat, belső feszültség, szaggatottság, illetve a vijjogó üres E-húr.

#### Lento
A variáció alaplüktetése (pontozott fél, áthúzott nyolcad-előke rákötve a pontozott nyolcadra, ami egy gerendán van egy harmincketteddel) verbunkos eredetű; a verbunkos ritmika trillás, harminckettedekben aprózódó vázlatait adják. Ezek a harmincketted csoportok uralják a halk, de mély fájdalomról árulkodó variációt.
Az 58–59. ütem harminckettedjei mellett található a Pünkösdrózsa-, az Eltörött a hegedűm-, illetve a Cserebogár-töredék is (kottákat lásd az első tétel megfelelő helyein), azok minden fájdalmával együtt. A 60–61. ütem ugyanez, csak plusz még a „Most van a nap lemenőben…” című népdal töredéke is felbukkan.

#### Allegro scherzando
Viháncoló táncnóta, amely a 36. számú hegedűduó (Szól a duda) táncának ritmikai elemeiből, ötleteiből táplálkozik. A variáció 3. ütemében feltörő kacagás a duó utolsó előtti sorának végén felhangzó, cseles ritmikát követő, vidám kvázi nevetést idézi fel. A 93. ütemben jellegzetes, előkével megsodort verbunkos ritmikával találkozhatunk, amit már Wolfgang Amadeus Mozart is szívesen alkalmazott hegedűversenyeiben. 

#### Comodo
Összeránduló, peckes járású ritmikájában van valami groteszk, spicces, másnapos jelleg. Tehát ez a variáció „utórezgése” az előzőnek. A variáció vége felé a szólista elhalkul, ellassul: megérkezik a témakezdéshez, majd rövid kivárás után egy oktávval feljebb érkezik szintén a témakezdéshez, de csak egy újabb rövid szünet után, még egy oktávval feljebb szólaltatja meg. Ezt a dallamot még a tutti hegedűsök ismétlik meg, mielőtt vége lenne a tételnek.

### 3. Allegro molto
A harmadik tétel igen szoros kapcsolatban van az elsővel. Ez a rész hűen tükrözi magát Bartókot is; elég csak Szabolcsi Bence Bartók-életrajzát idézni: „Járásában volt valami ritmikusan ringó és egyben céltudatos. De még jobban megnyilatkozott ez az erő gyakori fejfelvetésében; akik zongorázni látták, emlékezni fognak rá, hogy mozdulataiban, egy-egy kinyúlásában és megrezzenésében volt valami párduc-szerű, valami ragadozó és félelmetes”. Ez a leírás tökéletesen illik a nevezett tételre is.
A 3. tétel témái hasonló alakban és szerepkörben jelennek meg, mint az első tételben, de azokhoz képest torzabb, „ördögibb” formában.
A tételről maga a szerzője írja, hogy tulajdonképpen szabad variációja a nyitótételnek, amihez az ősbemutató műsorfüzete még hozzáteszi: „…nemcsak melodikai, hanem dinamikai és szerkezeti hasonlóságok is kimutathatók az első tétellel. Csak most az egész »rapszodikusabb«, kevésbé kötött formával…”
A visszatérésben itt is a témák megfordításaival találkozhatunk. A 87. ütemben az 1. tétel 1. melléktémájának változata, a 129. ütemben pedig az 1. tétel 2. témájának újabb alakját fedezhetjük fel. A 219. ütemtől pedig az 1. tétel 2. melléktémájának változatát, a 422. ütemtől pedig annak fordítását halljuk.
A témák bemutatkozását követően mindig egy energikus, triolás motívum ad újabb lendületet (első körben a 29. ütemben) a tételnek; öt alkalommal való megjelenése miatt így az első tétel szonátaformájának kicsavarásaként rondó szonátaformával találkozhatunk.
A főtéma származékként fokozatosan bontakozik ki a népi ihletésű, formáját (AABA) tekintve is népdal inspirálású zárótéma: a „Két szál pünkösdrózsa…” váz dallama, amely az 527. ütemben a zenekaron, majd hárfakíséretes hegedűn hangzik fel (javasolt összevetni a 37. számú hegedűduó 1. sorával).

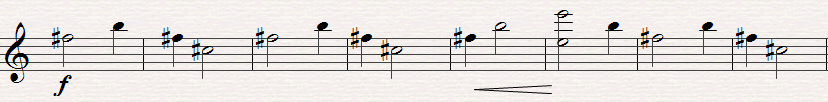
A hegedűverseny 3. tételének zárótémája

A II. hegedűverseny 3. tételének zárótémája a fentebb említett népdal leegyszerűsített váz-dallamával kettős dallamkeretben jelenik meg: 'h-fisz e-,h és 'fisz-cisz h-,fisz.
A tétel zárására itt is, miként a zenekari Concertóban, két verzióval szolgál a szerző: az első, eredeti változatban a zenekar fejezi be a darabot fénylő réz-színekkel, timpani-triolákkal H-dúrban, igazi szimfonikus ragyogással. A másodikat Székely Zoltán kérésére írta; a hegedűszóló hozza az előző változat trioláit, végig szerepel a záróütemek alatt, és a kíséret hangereje is visszafogottabb. A 2010-es Kelemen–Kocsis Hungaroton-felvétel egyedülálló módon mindkét befejezést közli a korongon.

## Hangszerelés
- Hegedű szóló
- Fafúvós hangszerek: 2 fuvola (+ piccolo), 2 oboa (+ angolkürt), 2 klarinét (+ basszusklarinét), 2 fagott (+ kontrafagott)
- Rézfúvós hangszerek: 4 kürt, 2 trombita, 3 harsona
- Ütőhangszerek: üstdob, kisdob, pergődob (húrral, illetve húr nélkül), tamtam, cintányér (páros, illetve függesztett), nagydob
- Egyéb hangszerek: hárfa, cseleszta
- Vonós hangszerek: hegedűk, brácsák, csellók, nagybőgők

## Érdekességek

### Autográf anyagok
- A hegedűversenyre vonatkozó vázlatok jelenleg Tossy Spivakovsky gyűjteményében találhatók.
- A hegedűszólam I. tételéből 83 ütem autográf másolata próbaelőadásra – még Tempo di verbunkos felirattal – a budapesti Bartók Archívumban, BH46/14 szám alatt található.
- A hegedű–zongora forma autográf lichtpaus tisztázata, változtatásokkal Bartók Péter archívumában, Homosassa (Florida) településen van, leltári száma 76TVPFC1.
- A hegedű–zongora forma javított lichtpaus másolatai

1. Bartók munkakópiája, az I–II. tételben jelentős átdolgozás, szerkesztés, valamint előkészítő jegyzetek a hangszereléshez, a III. tétel két eltérő, kevésbé javított példányban (a 21. oldalon témavázlat a Kontrasztok III. tételéhez) (Bartók Archívum 4091a–c)
2. Székely Zoltánnak küldött példány (magángyűjteményben)
3. A hegedű–zongorakivonat Boosey & Hawkes 8296-os számú első kiadásának (1941) metszőpéldánya, Bartók javításaival, E. Stein változtatásaival és szerkesztésében (PV 76TVPFC3).

- A hegedű–zongorakivonat Boosey & Hawkes 8296-os számú első kiadásának javított korrektúralevonata, 1939 szeptemberéből (az ifj. Bartók Béla-féle gyűjteményben található).
- A hegedű–zongorakivonat első kiadásának javított példánya (Bartók Péter gyűjtemény, 76TVPFC2-es száma).
- A partitúra autográf lichtpaus tisztázata (Bartók Péter archívum, 76FSID1-es szám).
- A partitúra javított lichtpaus másolata hibajegyzékkel (BP archívum 76FSFC1–2); a Boosey & Hawkes 9003-as partitúra első kiadás, 1946, metszőpéldánya lappang.
- A B&H partitúra első kiadás javított korrektúralevonata Bartók széljegyzeteivel (Washington, Library of Congress, Moldenhauer Archives, Hungarian box).

### Negyedhangúság
Bartók egy tanulmányában már 1920-ban felvetette a harmad- és negyedhang hangközök alkalmazásának lehetőségét, bár a technikai nehézségek miatt nem bízott ennek közeli lehetőségében.
Ebben a műben alkalmazta először ezt a technikát, az első tétel hármas fortisszimóval jelölt tremolója után.
Bartók még egy művében alkalmazott negyed-, illetve harmadhangúságot, a szintén hegedűre íródott Szólószonáta IV., Presto tételében, de végül a Yehudi Menuhin által játszott, félhangokra egyszerűsített forma terjedt el.

## Ismertebb felvételek
- Székely Zoltán, Willem Mengelberg, Concertgebouw Zenekara, 1939 (a premierről készült felvétel).
- Yehudi Menuhin, Wilhelm Furtwängler, Philharmonia Zenekar, (London, 1953. szeptember 12–13., Abbey Road Studios, 1. stúdió) (a Szólószonátával együtt) (Legutóbbi kiadás: Naxos Historical 8.111336, az I. hegedűszonátával. [1947])
- Ivry Gitlis, Jascha Horenstein, Bécsi Szimfonikus Zenekar
- Yehudi Menuhin, Doráti Antal, Új Philharmonia Zenekar – EMI 5 85487 2 (London, 1965. február, Kingsway Hall) (Bartók valamennyi vonós–zenekari művével és a Szólószonátával)
- Kovács Dénes, Lukács Ervin, Budapest Filharmonikus Zenekar – HCD 31041–1970 (az I. hegedűversennyel együtt).
- Midori, Zubin Mehta, Berlini Filharmonikus Zenekar – SK 45941–1990 (az I. hegedűversennyel együtt).
- Pinchas Zukerman, Leonard Slatkin, Saint Louis Symphony Orchestra – RCA Red Seal (BMG), 60749–2-RC. A felvétel helyszíne a St. Louis-i Powell Symphony Hall, ideje 1990. november 20., 24., és 25. (a Brácsaversennyel együtt).
- Anne-Sophie Mutter, Ozava Szeidzsi, Boston Symphony – DGG B0004049–02–1991 (egy Henri Dutilleix- és egy Igor Stravinsky-darabbal együtt).
- Szabadi Vilmos, Solti György, London Philharmonic Orchestra – PHILIPS PHLP 6801 (CDV) 1992.
- Szabadi Vilmos, Ligeti András, Magyar Állami Hangversenyzenekar – HCD 31543. A felvétel Budapesten, 1993. január 23-án és 24-én készült.
- Pauk György, Antoni Wit, Lengyel Rádió Katowicei Szimfonikus Zenekara – Naxos 8.554321 A felvétel a Lengyel Rádió hangversenytermében készült, 1997. december 13. és 15. között. (Az I. hegedűversennyel)
- Gil Shaham, Pierre Boulez, Chicago Symphony Orchestra – Deutsche Grammophon, 1999 (Bartók első és második rapszódiájával együtt).
- Kelemen Barnabás, Kocsis Zoltán; Nemzeti Filharmonikus Zenekar, Hungaroton – SACD 32509. 2010. szeptember 2–3., Bartók Béla Nemzeti Hangversenyterem.